# Ali Ahmed
Ali Ahmed (ur. 10 października 2000 w Toronto) – kanadyjski piłkarz pochodzenia etiopskiego występujący na pozycji lewego lub środkowego pomocnika, reprezentant Kanady, od 2022 roku zawodnik Vancouver Whitecaps.
Jego rodzice pochodzą z Etiopii.